# Резолюция Совета Безопасности ООН 340
Резолюция Совета Безопасности ООН 340 была принята 25 октября 1973 года во время войны Судного дня. Она была принята после того, как Совет Безопасности был проинформирован о явной неспособности резолюции 338 и резолюции 339 Совета Безопасности прекратить боевые действия.

## Подробности
В резолюции 340 Совет потребовал, чтобы воюющие стороны немедленно и полностью прекратили огонь и вернулись на занятые ими позиции в 16:50 по Гринвичу 22 октября 1973 года.
Совет также
- Просил Генерального секретаря увеличить число военных наблюдателей Организации Объединённых Наций по обе стороны от линий прекращения огня.
- Создать Чрезвычайные силы Организации Объединённых Наций, которые будут состоять из персонала, набранного из государств-членов ООН, за исключением постоянных членов Совета Безопасности.
- Просил Генерального секретаря в течение 24 часов доложить об этих двух положениях.
- Просил Генерального секретаря на постоянной основе отчитываться об осуществлении этой резолюции, а также резолюций 338 и 339 и просил все государства-члены в полной мере сотрудничать в осуществлении этих резолюций.

## Голосование
Резолюция была единогласно принята 14 голосами «за». Китай официально не голосовал и не воздерживался.

## Решения резолюции 340
25 октября 1973 года Совет на своём 1750-м заседании уполномочил Генерального секретаря ООН принять определённые срочные меры временного характера, как это было им предложено (S/11049), а именно: перевести контингенты Вооруженных сил Организации Объединённых Наций по поддержанию мира на Кипре в Египет и назначить генерала Сииласвуо, начальника штаба ОНВУП, временным командующим вооруженными силами Организации Объединённых Наций, созданными в соответствии с резолюцией 340 (1973).
На том же заседании Совет постановил предложить представителю Замбии принять участие без права голоса в обсуждении данного вопроса.